# 瓶鼻鲸属
瓶鼻鯨一般而言指的是喙鯨科瓶鼻鯨屬的兩種喙鯨，也就是北瓶鼻鯨與南瓶鼻鯨。
事實上瓶鼻鯨這個俗名有時會包含第三種喙鯨，也就是喙鯨科中體型最大的貝氏喙鯨（或稱貝爾氏喙鯨），其俗名之一就叫巨瓶鼻鯨。以下的敘述皆指瓶鼻鯨屬的兩種喙鯨。
瓶鼻鯨的屬名由來其實是個謬誤。定名者拉塞佩德在1804年發表這個屬名時，採用了一位科學家Baussard在1789年一份學術報告中的說法，認為瓶鼻鯨上顎的表面具有許多微小的牙齒，Hyperoodon的意思就是“顎上具小齒”，而另一位學者Illiger在1811年提出另一個屬名Uranodon，也有相同的涵意。事實上所謂的“小牙齒”只是上顎表面的一些骨質微小摺皺，不過Hyperoodon這個名字就這麼沿用下來。1846年，英國動物學家約翰·愛德華·格雷(John Edward Gray)在比對頭骨標本後，曾提出本屬的第三個物種H. latifrons，更提議將其獨立為一新屬Lagenocetus，此爭議最後由David Gray在1883年提出證據，確定上述新種實為北瓶鼻鯨而獲得解決。
瓶鼻鯨與大多數喙鯨相同，僅成年雄鯨擁有兩顆大而露出牙齦外的牙齒，南北兩種瓶鼻鯨的牙齒皆位於下顎的尖端。
瓶鼻鯨在骨骼上主要有兩個不同於其他喙鯨的地方，其一是雄鯨的頭骨上端會隨年齡增長而逐漸擴大，形成獨特的頭部外形；另一點是牠們的七塊頸椎會完全癒合在一起，其他鯨豚的頸椎癒合情形通常沒有如此明顯。
南瓶鼻鯨在南半球呈環極區分布，一般在溫帶至南極海域附近發現；北瓶鼻鯨則位於北大西洋的高緯度地區。